# Лауданум
Лауданум (лат. Laudanum) — опіумна настоянка на спирту. У більш широкому сенсі — ліки, до складу яких входить опіум. Був особливо популярний у жінок у вікторіанську епоху як універсальний лікарський, заспокійливий та снодійний засіб.